# Schlossbach (Inn)
Der Schlossbach ist ein linker Zufluss des Inn in Tirol, der in Zirl mündet. Er entspringt unterhalb der Reither Spitze im Gemeindegebiet von Reith bei Seefeld und fließt in nord-südlicher Richtung. Nach rund 1,5 km nimmt er den von links kommenden Grieskarbach auf. In seinem Oberlauf befindet sich die Schlossbachklamm (Lage: 47° 17′ 49,4″ N, 11° 14′ 19,6″ O). Diese wird in rund 60 m Höhe von der Schlossbachbrücke  der Mittenwaldbahn überspannt, einer 66 m langen Bogenfachwerkbrücke aus Stahl, die ein beliebtes Fotomotiv darstellt. 
Nach dem Austritt aus der engen Klamm ins Inntal fließt der Schlossbach durch den Ortskern von Zirl und mündet südwestlich davon in den Inn. Zusammen mit dem weiter östlich verlaufenden Ehnbach hat er den Inn nach Süden abgedrängt und einen Schwemmkegel aufgeschüttet, auf dem Zirl liegt.